# Stockholm Stories
Stockholm Stories (arbetstitlar Det andra målet och Gondolen) är en svensk dramafilm från 2014 i regi av Karin Fahlén. Filmen är Fahléns långfilmsdebut som regissör och är baserad på novellsamlingen Det andra målet av Jonas Karlsson (2007). I rollerna ses bland andra Martin Wallström, Cecilia Frode och Julia Ragnarsson.

## Om filmen
Filmen producerades av Martina Stöhr och spelades in efter ett manus av Erik Ahrnbom. Musiken komponerades av Nathan Larson och filmen hade premiär den 7 mars 2014.

## Handling
Stockholm Stories handlar om en ung man i Stockholm som är besatt av sin teori kring ljus och mörker, vilket är en metafor för hur människor kan mötas eller inte. Filmen följer honom och fyra andra rollfigurer under några veckor i november och skildrar deras konflikter.

## Rollista
- Martin Wallström – Johan
- Cecilia Frode – Jessica
- Jonas Karlsson – Thomas
- Julia Ragnarsson – Anna
- Filip Berg – Douglas
- Marie Richardson – Lena Melling
- Peter Carlberg – pappa Erik
- David Dencik – Coletho
- Dejan Cukic – Gustav
- Gustaf Hammarsten	– Fredrik Berg
- Pia Halvorsen – mamma Gunilla
- Nanna Blondell – Jessicas assistent
- Sven Ahlström – Joakim Öst
- Joel Spira – Jessicas chef
- Ellen Jelinek – Karin
- Shebly Niavarani – bartender
- Niklas Engdahl – mäklare
- Kjell Wilhelmsen – väktare på kraftverk
- Anki Larsson – parkeringsvakt
- Ulf Friberg – Lenas man
- Karin Knutsson – socialsekreterare
- Hannes Meidal – kollega på Finansdepartementet
- Tito Pencheff – väktare vid Katarinahissen
- Happy Jankell – kollega på byrån
- Gina Fahlén-Ronander – receptionist på byrån
- Erik Ahrnbom – tekniker på kraftverk
- Alida Morberg – Colethos flickvän
- Julia Dreimar	– Klara
- Maria Bolme – förskollärare
- Syrsja Li Larsson van der Meulen – programledare